# Radomskie Studia Humanistyczne
Radomskie Studia Humanistyczne – polskie recenzowane czasopismo naukowe o profilu humanistycznym wydawane przez Zespół Naukowy do Badań Dziejów Radomia oraz Miejską Bibliotekę Publiczną im. Józefa i Andrzeja Załuskich w Radomiu. 
Radomskie Studia Humanistyczne to rocznik, na łamach którego publikowane są teksty prezentujące wyniki badań z zakresu historii, archeologii, literaturoznawstwa, językoznawstwa, socjologii i dziedzin pokrewnych. Tematyka poruszana w czasopiśmie odnosi się nie tylko do samego Radomia, ale też historycznego regionu, obejmującego m.in. południową część obecnego województwa mazowieckiego oraz województwo świętokrzyskie, czyli większość obszaru historycznej Sandomierszczyzny. W skład Rady Naukowej czasopisma wchodzą naukowcy reprezentujący Uniwersytet Jana Kochanowskiego w Kielcach, Uniwersytet Technologiczno-Humanistyczny im. Kazimierza Pułaskiego w Radomiu, Uniwersytet Warszawski, Instytut Archeologii i Etnologii Polskiej Akademii Nauk, Uniwersytet Komisji Edukacji Narodowej w Krakowie i Uniwersytet Marii Curie-Skłodowskiej w Lublinie.

## Układ czasopisma
- Artykuły
- Materiały
- Recenzje i polemiki (tom I); Recenzje, polemiki, sprawozdania (tom II); Recenzje sprawozdania (tom III); Recenzje, sprawozdania, komunikaty (tom IV)